# سیارک ۴۱۶

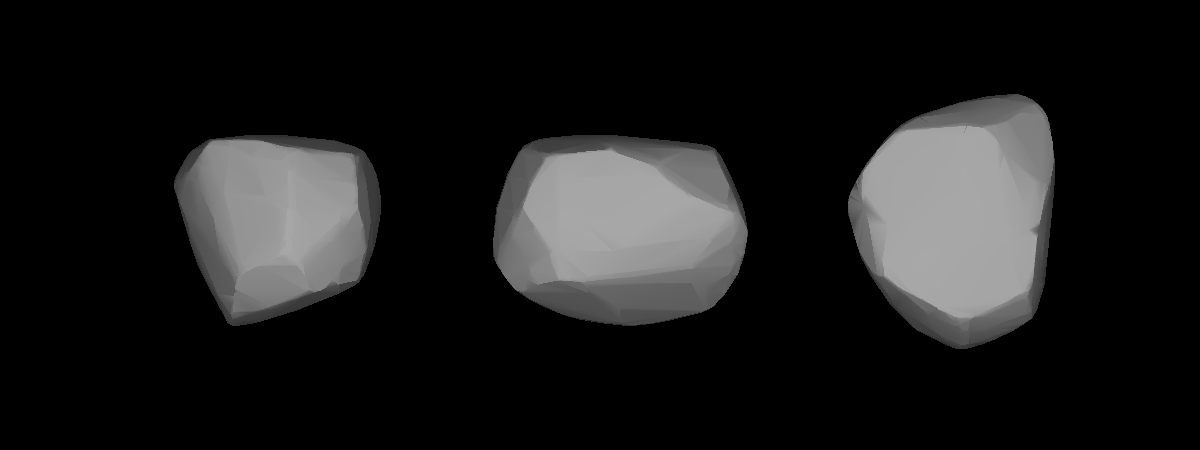
یک مدل سه‌بعدی از واتیکان ۴۱۶

سیارک ۴۱۶ (به انگلیسی: 416 Vaticana، نامگذاری:1896CS) چهارصد و شانزدهمین سیارک کشف شده‌است که در ۴ مه ۱۸۹۶ و در نیس کشف شد.
قدر مطلق سیارک برابر ۷٫۸۹ است.